# Decatur, Mississippi
Decatur là một thành phố thuộc quận Newton, tiểu bang Mississippi, Hoa Kỳ. Năm 2010, dân số của thành phố này là 1 841 người.

## Dân số
- Dân số năm 2000: 1 904 người.
- Dân số năm 2010: 1 841 người.